# 山岡重厚
山岡 重厚（やまおか しげあつ、1882年（明治15年）11月17日 - 1954年（昭和29年）3月27日）は、日本の陸軍軍人。最終階級は陸軍中将。

## 経歴
本籍高知県。旧土佐藩士で陸軍獣医であった山岡重劼の三男として東京で生まれる。東京府立第一中学校を経て、名古屋陸軍地方幼年学校、中央幼年学校を経て、1903年（明治36年）11月、陸軍士官学校（15期）を卒業、翌年3月、歩兵少尉に任官し歩兵第22連隊付となる。日露戦争に出征し、1904年（明治37年）5月に戦傷を受けた。陸軍戸山学校付、陸士生徒隊付などを経て、1912年（大正元年）11月、陸軍大学校（24期）を卒業。
歩兵第22連隊中隊長、陸士教官、第3師団参謀、教育総監部課員、近衛歩兵第1連隊大隊長、陸軍兵器本廠付、陸大教官、陸士生徒隊長、欧米出張、歩兵第22連隊長を歴任。
1931年（昭和6年）3月、教育総監部第2課長在任中に三月事件が起こるが、真崎甚三郎第1師団長らとともに武力発動に強く反対、これを未然に防止する。同年8月1日、陸軍少将に進み、歩兵第1旅団長に就任、いわゆる皇道派の中心人物の一人と見なされることになる。
同年11月、犬養内閣において荒木貞夫が陸相に就任すると、軍政経験が無い山岡を1932年（昭和7年）2月、陸軍省軍務局長に抜擢する。その後1934年（昭和9年）3月には永田鉄山の軍務局長就任に伴い、整備局長に回る。
1935年（昭和10年）8月1日、陸軍中将となるが、8月12日、皇道派としてシンパシーのあった相沢三郎中佐が、真崎教育総監の更迭に怒り、局長室に山岡を訪ねたその足で軍務局長室に向かい、永田局長を斬殺する事態となる（相沢事件）。この事件の責任を取って、林銑十郎陸相以下、陸軍首脳部の交代が行われ、同年12月、山岡も中央から追われ、第9師団長に親補された。
その後、参謀本部付などを経て、二・二六事件後の粛軍人事で1937年（昭和12年）3月29日、予備役に編入された。
しかし、1937年（昭和12年）8月26日に召集を受け第109師団長に就任、華北地方を転戦する。その際には山西省において太原博物館（現在の山西省博物館）の展示物の保護、散逸防止にも尽力した。参謀本部付を経て、1939年（昭和14年）1月1日に召集解除となる。太平洋戦争末期、1945年（昭和20年）4月1日、再度召集を受け善通寺師管区司令官に就任、善通寺師管区司令部が四国軍管区司令部に改称されたことに伴い、同年6月10日には四国軍管区司令部付となり終戦を迎え、12月に召集解除された。
1947年（昭和22年）11月28日、公職追放仮指定を受けた。

## 人物
- 刀剣鑑定の権威であり、中央刀剣会の審査員をつとめる。また刀剣収集家としても知られていた。1932年、荒木貞夫とともに日本刀鍛練会を設立し、靖国神社の境内に日本刀の鍛練所を竣工させている。
- 皇道派として、二・二六事件後に粛軍人事にあったが、特殊兵科の充実など軍の近代化を推進していた（国家総動員法も参照）。

## 栄典
- 1904年（明治37年）5月17日 - 正八位[2]
- 1905年（明治38年）8月18日 - 従七位[3]
- 1910年（明治43年）9月30日 - 正七位[4]
- 1915年（大正4年）10月30日 - 従六位[5]
- 1920年（大正9年）11月30日 - 正六位[6]
- 1931年（昭和6年）2月2日 - 正五位[7]
- 1935年（昭和10年）9月2日 - 従四位[8]
- 1937年（昭和12年）4月28日 - 正四位[9]

## 親族
- 父・山岡重劼 - 土佐藩士。高知県土佐郡中須賀村出身
- 妻 山岡和 - 森赳陸軍中将の妹
- 長兄・山岡重寿 - 陸軍砲兵大佐
- 二兄・山岡熊治（1868-1921） - 陸軍砲兵中佐。陸軍士官学校砲兵科を経て陸軍大学校に入学、近衛砲兵参謀本部に配属、日露戦争で負傷し失明、戦後は盲人協会々長や残桜会理事などを務めた。岳父に男爵細川潤次郎[10]。子の山岡重幸は幼少の頃、迪宮（昭和天皇）のお相手を務めた[11]。

- 孫 山岡重行 - 心理学者、臨床心理士

## 著書
- 『回想五十年』1951年。
- 『日本刀伝習録』山岡かず、1954年。